# خندان سلطان
خندان سلطان (بالعثمانية : خاندان سلطان، بالتركية : Handan Sultan) سلطانة عثمانية، يونانية الاصل، اسمها الحقيقي هيلينا وفي بعض المصادر إيلينا، ولدت سنة 1576 وتوفيت في 12 تشرين الثاني عام 1605. هي زوجة السلطان العثماني محمد الثالث ، ووالدة السلطان أحمد الأول، وحصلت على لقب السلطانة الأم.

## حياتها
هي زوجة السلطان محمد الثالث. لم يرفعها السلطان محمد الثالث إلى خاصكي سلطان، ولكنها أصبحت السلطانة الأم بعد صعود ولدها أحمد الاول إلى عرش السلطنة العثمانية.
يقول المؤرخ إبراهيم بيشفي الذي عاصر السلطان أحمد الاول أن السلطان أحمد الاول كان يسأل مشورة والدته ولكنه غالبا ما كان يتجاهل مشورتها ونصائحها كحاكم لكنه كان يحترم والدته بشكل كبير من منطلق رضا الله من رضا الوالدين نظرا لقصر الفترة الزمنية التي قضتها هاندان كسلطانة أم فانها لم يكن لها ذلك التاثير السياسي داخل الامبراطورية العثمانية ولا تملك تلك الثروة التي امتلكها سابقتيها نوربانو سلطان و صفية سلطان حيث لم تكن تتجاوز مخصصاتها المالية 1000 قطعة ذهبية مقارنة بجدة السلطان أحمد الأول صفية سلطان. ويُعزي المؤرخون ذلك إلى سببين:
1. الأول: لكون السلطان محمد الثالث لم يقم برفع أي من زوجاته لدرجة الخاصكي سلطان.
2. والثاني: يتعلق بالسلطان أحمد الاول، لاثبات أنه لايتأثر بوالدته.

عُرفت خاندان سلطان بورعها وإيمانها بأن النسوة يجب أن لايتدخلن في أمور الدولة. أُعجبت بشخصية السلطانة الأم عائشة حفصة سلطان، وأعادت تأسيس الحرملك وفق القواعد والأسس التي وضعتها السلطانة الأم عائشة حفصة سلطان.
نصحت ولدها بعدم قتل شقيقه مصطفى.

## وفاتها
توفيت في 12 نوفمبر 1605 ودُفنت في مقبرة زوجهاالسلطان محمد الثالث.
أثارت وفاتها في ريعان شبابها في سن الحادية والثلاثين الأقاويل بأنها ربما قد تكون ماتت مسمومة بواسطة كوسيم سلطان أو صفية سلطان[بحاجة لمصدر]، ولكن لا دليل ثابت على ذلك.